# Valle de Valdelaguna
Valle de Valdelaguna est une commune d'Espagne dans la communauté autonome de Castille-et-León, province de Burgos. Elle s'étend sur 92,66 km2 et comptait environ 197 habitants en 2011.